# Taran Svami

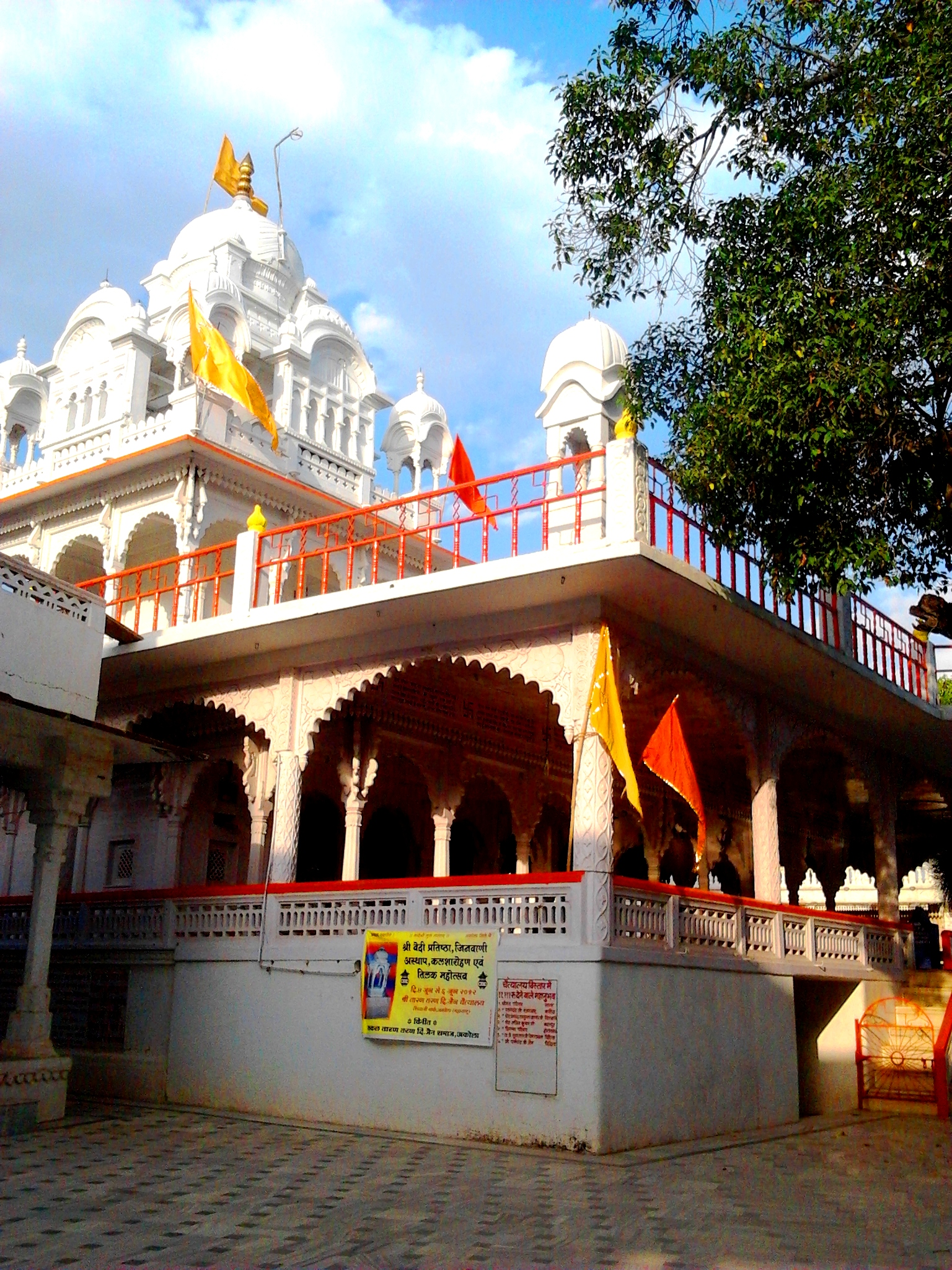
Nisaiji; Samadhi de Taran Svami, construido por Tarachand Mallusav, 1817

Taran Svami era un maestro religioso jainista y fundador del Taran Panth, una secta del Jainismo Digambara. Vivió en el siglo XV en la India central. Las biografías tradicionales lo ubican dentro de la tradición mística de Digambara. También lo consideran un reformador ritual por rechazar la autoridad de Bhattarakas y su énfasis en el aniconismo y la realización interna. Se le acredita por escribir catorce textos.

## Biografía
No hay una biografía académica de Taran Svami disponible.

### Biografía de Phulcandra (1933)
Digambara Terapanthi erudito Pandit Phulcandra Siddhanta Shastri escribió una biografía en 1933 basada en sus estudios, pero no esta aceptada como biografía académica.
Phulcandra ha argumentado que el nombre completo de Taran Svami, como se usa en los textos que se le atribuyen, fue Jin Taran Taran, que, literalmente, significa Jina Deliverer Deliverance. También argumentó que el nombre indica que se había liberado a sí mismo y que podía liberar a otros. Los textos de Thikanesara, «La esencia de lo que es auténtico» se dirigen a él como Svamiji, 'reverendo maestro' y es comúnmente conocido como Taran Svami. No hay registro de su nombre de nacimiento.
El Chadmastha Vani, una composición atribuida a Taran Svami, registra que murió en la séptima mitad oscura del mes de Jyeshtha en Vikram Samvat de 1572, que corresponde al 5 de mayo de 1515 d. C. Basado en varios manuscritos de Thikanesara y Nirvana Hundi, copiado a fines del siglo XIX y principios del siglo XX, Phulcandra calculó que nació el 7.º. semi brillante del mes de Agahan en Vikram Samvat 1505, que corresponde al 2 de diciembre de 1448. Basado en estos textos, se supo que Virasiri/Virashri era su madre y Garha Saha/Gudha Sahu su padre. Nació en la aldea Pushpavati y en la casta Parvar, del clan Vasalla gotra y del linaje Gaha mur. La aldea está identificada con Bilhari cerca de Katni en el distrito de Jabalpur, Madhya Pradesh, India, por los seguidores y la mayoría de los autores.
Un oscuro pasaje de Chadmastha Vani es interpretado por Phulcandra, según lo aceptado por los seguidores, que afirma que comenzó sus estudios cuando tenía 11 años y continuó durante diez años más. Pasó los siguientes nueve años en prácticas espirituales y tomó vrata, votos laicos, y se hizo célibe, Brahmachari cuando tenía 30 años. Se hizo monje cuando tenía sesenta años y murió a los sesenta y seis años y medio.
Phulcandra extrapoló la biografía basada en la historia del Jain Digambaras medieval y la tradición oral de los seguidores. Phulcandra construyó la idea de que Taran Svami fue llevado a Garaula, o Garhaula, la aldea de su tío materno, por su padre cuando tenía cinco años. Fue entregado a Bhattaraka Devendrakirti, dirigiendo la sede de Canderi. Devendrakirti era el gurú de la casta Parvar. Comenzó estudios bajo su dirección. Shrutakirti, el autor de Jari-vamsa Purana en 1495 d.D. era su compañero de estudios y su maestro. A la edad de 21 años, dejó sus estudios y se fue a Semarkheri, cerca de Siroñj en el distrito de Vidisha donde vivía su tío materno. Pasó otros nueve años allí meditando y en prácticas religiosas. Superó tres obstáculos espirituales, mithyatva o ignorancia espiritual, maya o ilusión y nidana o buscar el beneficio material para la práctica religiosa y tomó el vrata o voto de un célibe Brahmachari a la edad de treinta años. Por lo tanto, es considerado como un renunciante parcial. Continuó su práctica religiosa por otros treinta años. Se convirtió en monje a la edad de sesenta años por su cuenta y vivió como monje más de seis años y medio.

### Biografía de Nathuram Premi (1912-13)
El erudito de Digambar Nathuram Premi publicó un artículo en varias partes en Jain Hitaisi, una revista en hindi publicada en Bombay en 1912 y 1913. Se basó en la tradición oral de otros Digambara Jains of Bundelkhand y un «viejo libro» sin nombre que le dio un seguidor de Taran Svami. Su biografía resultó polémica ya que se centró principalmente en su oposición al culto a la imagen, sus historias sobre el uso de la magia y sus seguidores musulmanes. En la parte posterior del artículo, lo define como un futuro Tirthankara. Lo conecta con el rey Shrenik, Bhadrabahu o Kundakunda como sus vidas pasadas. Coloca su nacimiento en Pohapavati, Puspavati, un pueblo cerca de Delhi. También afirma que su padre trabajó en la corte de un rey musulmán sin nombre y declaró que su segunda parte también se basa en la tradición oral. Agrega además que su versión es poco probable ya que no hubo presencia histórica de Parvars en Delhi y, además, falta el nombre del rey.

### Biografía por Brahmachari Sitalprasad (1932)
El erudito de Digambar Brahmachari Sitalprasad escribió una breve biografía en la introducción a su versión «Hindi Moderna» del Shravakachara de Taran Svami en 1932. Se basó en la tradición oral de los seguidores de Sagar y el artículo de Premi.
Según él, Taran Svami nació en Puspavati; identificado como Peshawar, un pueblo cerca de Delhi. Su padre era un rico comerciante y trabajaba para los reyes de  Lodhi. Se mudó a Garaula, un pueblo en el distrito de Sagar debido a una razón desconocida. Un monje de Digambara sugirió que Taran Svami debió estudiar las escrituras en base a las marcas de su cuerpo. Posteriormente su padre se mudó a Semarkheri, donde Taran Svami siguió los estudios. Taran Svami nunca se casó y continuó su interés en las prácticas religiosas y la meditación durante años. Finalmente se fue de casa y se hizo célibe o monje. Se instaló en Malhargarh, una aldea ahora en el distrito de Guna. Viajó y predicó allí durante años. Sitalprasad afirma que convirtió a 553 319 personas al jainismo.

### Biografía de Kaluram Jain (1941)
En 1941, Kaluram Jain de Semarkheri publicó una biografía basada en el artículo de Premi, la tradición oral contemporánea y un manuscrito sin  
nombre. Citó la falta de investigación previa y afirmó que su breve biografía es solo una discusión sobre la vida de Taran Svami y sobre el desarrollo del Taran Panth. También pidió más investigación en estos aspectos.

### Otras biografías tardías
Jaysagar (1990) ha declarado en su biografía que Taran Svami debe haber sido Mandalacharya basado en Nama Mala, pero se considera improbable ya que Bhattarakas lo usa. Además, afirmó que tenía 1 100 000 de seguidores directos y 4 200 000 habían aceptado sus enseñanzas. Estas figuras son consideradas imaginarias.
Brahmachari Jñananand, un Taran Panthi moderno escribió una biografía de Taran Jivan Jyoti que es criticada por adiciones imaginativas y contrarias a la tradición. Su publicación fue detenida en 1999. Brahmachari Basant, un colaborador de Jñananand, ha declarado que Taran Svami era un Mandalacharya que encabezaba 151 Mandalas. También declara que tenía siete monjes (Hemanandi, Candragupta, Samantabhadra, Citragupta, Samadhigupta, Jayakirti y Bhuvananda), 35 monjas, 231 Brahmacharini o mujeres célibes, 60 Brahmachari u hombres célibes, y un gran número de laicos con un total de 4 345 331 seguidores. Estas cifras  también se consideran imaginativas.

## Evaluación de las biografías
Las biografías de Phulcandra y Sitalprasad enmarcan a Taran Svami dentro de la tradición mística de Digambar en como continuación de Umaswati y Kundakunda. Es la narrativa dominante dentro de la comunidad. También une las enseñanzas de Taran Svami con Digambara Terapanth. Taran Svami también es visto como un reformador ritual que rechazó la autoridad de Bhattarakas y la necesidad de rituales. En cambio, su enseñanza pone énfasis en el estudio de textos como el de Kundakunda y la práctica de la meditación y otros ejercicios religiosos. En algún momento se lo identifica con otros santos del  Movimiento Bhakti , como Kabir, que rechazó los ritos externos y acentuó la realización interna. Sus enseñanzas enfatizaron en el aniconismo e indiferencia a la adoración de ídolos que también se ve en la tradición mística de Digambar anterior. Estas biografías lo ubican dentro del marco espiritual jainista. Solo la escritura de Premi lo coloca como un futuro Tirthankara.

## Leyendas de milagros
Estas biografías también describen varios incidentes mágicos asociados con él y sus seguidores e incluso se extienden a sus monumentos conmemorativos. En esa narrativa popular ocurría que, en Malhargadh, un barquero lo ahogó tres veces en el río Betwa, pero fue salvado milagrosamente cada vez. Fue un hecho en oposición a su enseñanza. También se dice que puede viajar entre lugares en minutos por medio de poderes especiales. Se decía que solía atraer gente a las ferias y luego convertirlas a su enseñanza. Una de esas magias incluye suspender textos en el aire y luego traerlos de vuelta a la tierra. Una historia decía que había traído papeles quemados de su padre, que trabajaba para el rey, cuando era niño. Él también está asociado con  malabaristas.
En Semarkheri, se dice que Taran Svami se encontró una vez con gitanos, Banjara,  que tenían una caravana de camellos cargados de azúcar. Cuando Taran Svami se lo preguntó, mintieron diciendo que era sal, ya que sospechaban que era un ladrón. Más tarde descubrieron que el azúcar se había convertido en sal. Pidieron perdón y la sal volvió a convertirse en azúcar. Más tarde lo vendieron en la ciudad y construyeron el templo en Semarkheri, donde hay un pilar que conmemora su construcción.
Se dice que Taran Svami también tenía seguidores musulmanes. Lukman Shah y Ruiya Rama, ambos seguidores musulmanes, todavía tienen santuarios conmemorativos cerca de Nisaiji. Taran Svami también tenía seguidores  hindúes. Cerca de Nisaiji, hay un santuario dedicado a dos hermanos Bundela Rajput que son adorados por los hindúes y se dice que han protegido a Taran Svami durante la tiranía. Algunos cuentos también los conectan con su devoción por Taran Svami.
La comprensión contemporánea de Taran Svami rechaza principalmente estas leyendas.

## Obras

Símbolo oficial del jainismo

A Taran Svami se le atribuye la escritura de catorce textos. Los eruditos han expresado dudas sobre su autoría del Chadmastha Vani cuando cita su muerte y de Nama Mala, ya que contiene los nombres de sus discípulos. Estos textos se clasifican en cinco sistemas mencionados en un manuscrito de Thikanesara, ahora custodiado en el templo Khurai.
- Vicara mata (Reflexiones)
  - Malarohana (Ofrenda de garland)
  - Pandita Puja (Adoración sabia)
  - Kamala Battisi (Lotus thirty-two [versos])
- Acara mata (Conducta)
  - Shravakacara (Conducta de Laicos)
- Sara mata (Enseñanzas esenciales)
  - Jñana Samuccaya Sara (Esencia recopilada del conocimiento)
  - Tribhakgi Sara (Esencia en tríadas)
  - Upadesha Shuddha Sara (La esencia pura de las enseñanzas)
- Mamala mata (Pureza espiritual)
  - Mamala Pahuda (Manual de la pureza)
  - Caubisa Thana (Veinticuatro temas)
- Kevala mata (Ilustración)
  - Chadmastha Vani (Dichos de los no liberados)
  - Nama Mala (Guirnalda de nombres)
  - Khatika Vishesa (Eliminador especial)
  - Siddha Subhava (Naturaleza del alma perfeccionada)
  - Sunna Subhava (Naturaleza del vacío)